# Anders Åkerman
 (mars 2024).
Anders Åkerman (1721 - 1778) était un fabricant de globes et graveur suédois.
Il a étudié les mathématiques à l'Université d'Uppsala et a appris la gravure. En 1758, il a été engagé par une société cosmographique nouvellement formée pour produire des globes terrestres et célestes, dans le but de propager la connaissance géographique et d'offrir une alternative moins chère aux globes importés. Il a produit une première paire de modèles, composée d'un globe terrestre et d'un globe céleste, en 1759-1760. Une deuxième paire de modèles plus petits a été produite à partir de 1762, et une troisième paire de modèles, plus grande que les deux premières, en 1766. Malgré le soutien continu de plusieurs bienfaiteurs, la production n'est jamais devenue rentable commercialement et a subi un revers supplémentaire après un incendie qui a dévasté l'atelier d'Åkerman en 1766. Il est mort dans le dénuement, bien que l'atelier ait continué à exister sous des formes changeantes pendant environ un siècle. Åkerman a été le premier à produire des globes terrestres et célestes en Suède.

## Biographie
Il semble être né en 1721 (ou peut-être en 1723) à la campagne dans l'actuelle municipalité de Nyköping. Il venait d'une famille pauvre ; son père était menuisier. Son nom de famille dérivait probablement du domaine voisin du manoir d'Åkerö, où sa mère travaillait en tant que domestique. Il a épousé Kristina Österberg en 1753 ; le couple a eu une fille et un fils, qui est également devenu graveur.
Il a fréquenté l'école à Strängnäs de 1739 à 1747, puis s'est inscrit à l'Université d'Uppsala. Il a étudié les mathématiques, mais apparemment il n'a jamais obtenu son diplôme. Pendant ce temps, il avait commencé à apprendre la gravure en 1750, peut-être auprès de Carl Bergqvist (sv). À partir de ce moment-là, il produisit principalement des gravures sur cuivre pour imprimer diverses éphémérides pour l'université. Il continuerait à produire des gravures tout au long de sa vie. Il réalisa quelques portraits, dont celui de Carl von Linné. Il a également imprimé une carte hydrographique du golfe de Finlande et un atlas pour enfants en 1768 ; ce dernier a rencontré un grand succès et de nouvelles éditions sont parues en 1774, ainsi qu'après la mort d'Åkerman en 1807, en 1810, 1813 et 1815. À partir de 1757, il a été employé par la Société royale des sciences d'Uppsala en tant que leur graveur, et à partir de 1758 actif en tant que fabricant de globes. Åkerman a commencé la première production de globes terrestres et célestes en Suède, et a donc reçu l'épithète de « père de la fabrication de globes suédois »,,.
Malgré avoir reçu une aide substantielle de plusieurs bienfaiteurs, Åkerman a eu du mal économiquement tout au long de sa vie. En avril 1766, un incendie a ravagé une grande partie de la ville d'Uppsala et a détruit l'atelier d'Åkerman. Il a réussi à sauver certains matériaux et a pu reprendre relativement rapidement son travail, mais semble avoir été psychologiquement brisé après l'événement. Il est mort dans le dénuement à Uppsala.
Bien que jamais rentable commercialement, l'atelier de globes qu'il avait fondé à Uppsala faisait partie, dans son contexte, d'une période scientifiquement très productive en Suède, durant la seconde moitié du XVIIIe siècle. L'atelier continua d'exister sous des formes quelque peu changeantes pendant environ un siècle. Fredrik Akrel, qui avait étudié sous Åkerman, a été nommé comme son successeur par l'Académie royale des sciences de Suède en 1788.

## Production de globes
En 1758, une « société cosmographique » a été formée à Uppsala (Kosmografiska sällskapet i Uppsala (sv)), composée de plusieurs hommes érudits, dont le chimiste Torbern Bergman et l'astronome Pehr Wilhelm Wargentin (qui a rejoint quelque temps plus tard),. Parmi leurs objectifs figurait le lancement d'une production nationale de globes terrestres et célestes, dans le but de propager la connaissance géographique et d'offrir une alternative moins coûteuse que l'importation de globes étrangers, et éventuellement même de créer des globes pour un marché à l'exportation. À l'époque, les globes devaient être importés en Suède principalement des Pays-Bas, de la France ou de l'Allemagne.
Åkerman a été engagé par la société pour produire des paires de globes terrestres et célestes en trois tailles. Il a commencé à travailler en 1758 et a présenté le premier globe terrestre en 1759. Il avait un diamètre de 30 centimètres, équivalent à un pied suédois à l'époque. L'année suivante, il avait également finalisé un modèle de globe céleste dans le même format. Ces premiers globes n'étaient pas marqués d'un titre ou d'une description, mais contenaient une dédicace en latin à Carl Ehrenpreus (sv), Chancelier de l'Université d'Uppsala, et contenait également le nom d'Åkerman. En 1760, il put présenter le couple à l'Académie royale des sciences de Suède, qui exprima sa satisfaction et accorda à Åkerman le privilège d'utiliser le titre de « fabricant de globes pour l'Académie »,.
Avec l'approbation ainsi obtenue, Åkerman a établi un atelier à Uppsala pour produire les globes avec le soutien de la société (notamment du riche marchand et propriétaire terrien John Jennings (sv). Il comptait environ six ou sept personnes, Åkerman lui-même s'occupant probablement des parties les plus délicates et scientifiques du travail. À partir de la fin de 1759, la production commerciale du premier modèle de globes était en cours.

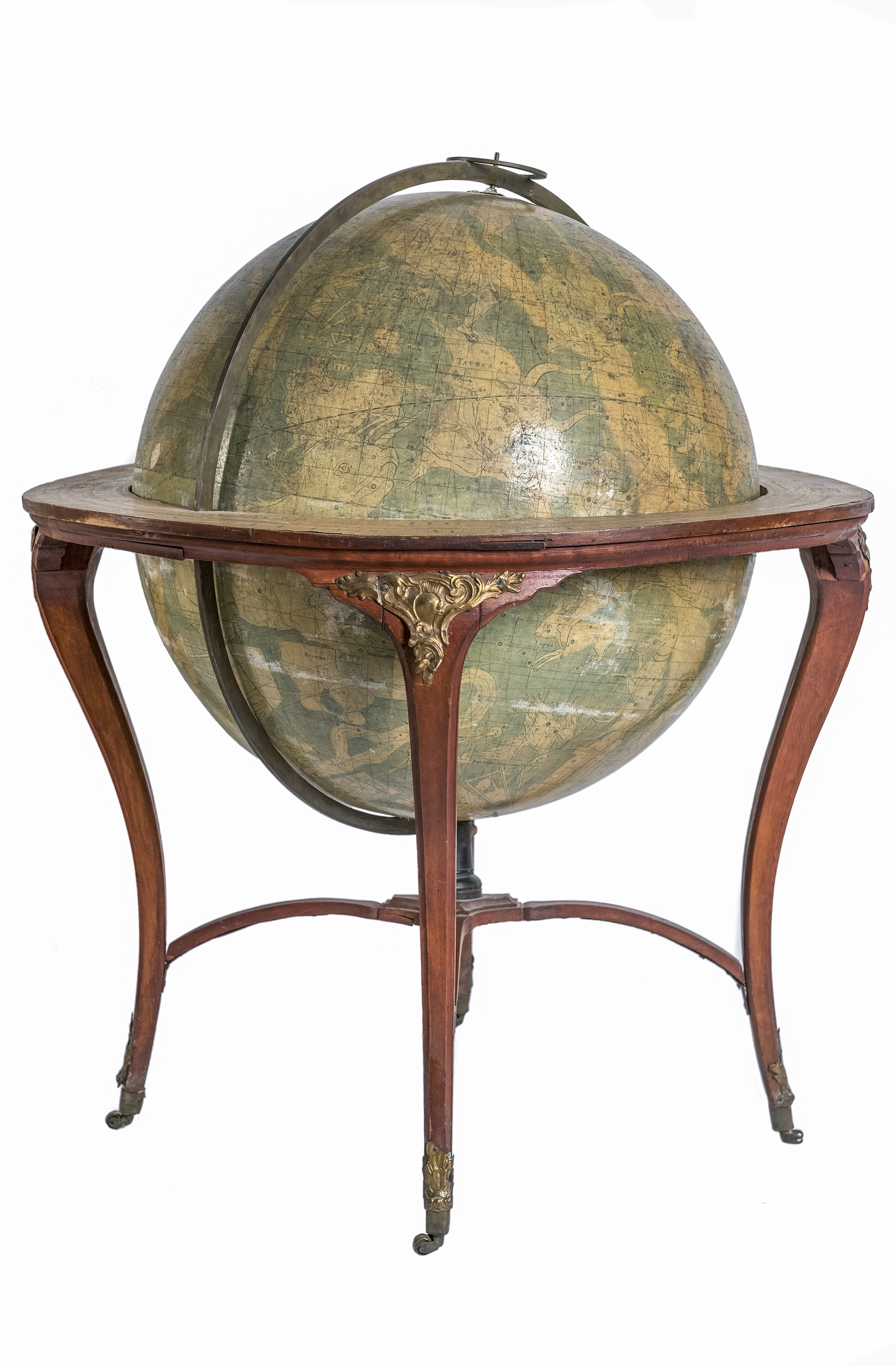
Un exemple du plus grand modèle de globes produits par Åkerman : globe céleste de 1766, aujourd'hui dans les collections du Musée Maritime de Stockholm.

Peu de temps après, la société a chargé Åkerman d'élargir la gamme, et en 1762, une paire de globes d'un diamètre de 11 centimètres est entrée sur le marché. Un seul ensemble complet de ces globes a été préservé. De ce type de globe, une version a également été construite de telle sorte que le globe céleste puisse être démonté et que le globe terrestre puisse être inséré à l'intérieur, un soi-disant double globe. Les globes de 11 cm étaient de plus accompagnés d'une brève instruction imprimée sur « l'utilisation et l'utilité » des globes, rédigée par l'un des membres de la société cosmographique, astronome Fredric Mallet (sv). Un troisième modèle de deux globes d'un diamètre de 59 centimètres a été finalisé en 1766. Ces globes étaient plus luxueux et ont été décrits comme les globes les plus importants d'Åkerman.
Le contenu des globes terrestres a été principalement réalisé à partir des cartes disponibles pour Åkerman dans les collections de la bibliothèque de l'Université d'Uppsala, notamment celles des cartographes Jean-Baptiste Bourguignon d'Anville et Jacques-Nicolas Bellin. Des informations obtenues à partir des récits de voyages récents de George Anson et de Charles Marie de La Condamine ont également été utilisées comme sources. Les premiers globes célestes d'Åkerman ont été réalisés avec l'aide des catalogues d'étoiles de John Flamsteed et de Nicolas-Louis de Lacaille. Åkerman entretenait des contacts étroits avec les membres de la société cosmographique, notamment avec Mallet, qui possédait une connaissance scientifique plus approfondie et aida Åkerman à produire des globes précis. Les globes étaient faits de papier-mâché, lequel était recouvert d'une couche de plâtre puis poli avant que des bandes gravées ne soient appliquées pour former la face du globe. Les grandes globes, destinées à être placées au sol, étaient montées sur des socles fabriqués dans un style rococo, peints en rouge et ornés de détails en laiton. Une paire, conçue pour l'Académie royale des sciences de Suède, a été montée sur un support sur mesure par le menuisier royal Lars Almgren. Les globes plus petits ont reçu des supports plus simples.
Åkerman vendait des globes directement depuis son atelier ; ils étaient également vendus par l'université d'Uppsala et le bureau de l'Académie royale des sciences à Stockholm. La plupart étaient vendus sur le marché intérieur. Une paire a été offerte en cadeau par l'Académie des sciences à l'Académie des sciences de France ; trois autres paires ont été achetées par l'Académie des sciences de Russie et expédiées à Saint-Pétersbourg en 1771. Les globes d'Åkerman ont également trouvé leur chemin jusqu'à l'université de Rostock, au Märkisches Museum et à la Forschungsbibliothek Gotha (sv), tous en Allemagne. En Suède, au moins 125 globes individuels ont été répertoriés comme étant encore existants en 1968, à la fois dans des institutions publiques et des collections privées.